# August Olsson
August Leonard Olsson (ur. 18 sierpnia 1878 w Sztokholmie, zm. 14 sierpnia 1943 w Sztokholmie) – szwedzki żeglarz, olimpijczyk.
Na regatach rozegranych podczas Letnich Igrzysk Olimpijskich 1908 wystąpił w klasie 8 metrów zajmując 5 pozycję. Załogę jachtu Saga tworzyli również John Carlsson, Hjalmar Lönnroth, Karl Ljungberg i Edvin Hagberg.